# Bernd Brunnhofer
Bernd Brunnhofer (né en 1946 à Graz) est un auteur allemand de jeux de société. Il vit à Munich.
Depuis 1983, il travaille essentiellement dans sa maison d'édition Hans im Glück.
Son plus grand succès en tant qu'éditeur et rédacteur est le jeu Carcassonne.
Son plus grand succès en tant qu'auteur est Sankt Petersburg édité sous le pseudonyme de Michael Tummelhofer, en hommage à deux autres éditeurs avec lesquels il réalise souvent des coéditions multilingues : Michael Bruinsma, dirigeant de 999 Games et Phalanx Games (Pays-Bas) ainsi que Jay Tummelson, dirigeant de Rio Grande (États-Unis). Il a aussi utilisé ce pseudonyme pour signer L'Âge de pierre en 2008.

## Ludographie

### Seul auteur

#### Sous son propre nom
- Dodge City, 1983, Hans im Glück
- Greyhounds, 1985/1988, Hans im Glück / Mattel

#### Sous le pseudonyme de Michael Tummelhofer
- Sankt Petersburg, 2004, Hans im Glück, Deutscher Spiele Preis  2004, International Gamers Awards  multijoueur 2004, Tric Trac d'Or 2004
- L'Âge de Pierre, 2008, Hans im Glück (version française éditée par Filosofia)[1]
- Pantheon, 2011, Hans im Glück (version française éditée par Filosofia)[2]

### AvecKarl-Heinz Schmiel
- Radar-Flop, 1984, Spielbox
- Dippi Totale, 1985, Hans im Glück

### AvecMichael Blumöhr
- Zug nach Westen, 1987, Mattel